# The Adventures of Jimmy Neutron: Boy Genius
The Adventures of Jimmy Neutron: Boy Genius é uma série de televisão em desenho animado criada por John A. Davis, de acordo com A Informa Telecoms & Media. Foi o décimo programa de televisão mais assistido do mundo. A série estreou na TV paga pela primeira vez em 2002 no canal Nickelodeon Brasil. 2 anos depois estreou na Rede Globo, na TV Globinho em 2004, sendo exibido posteriormente nas emissoras Band, e Futura. Atualmente é exibido pela TV A Crítica no bloco A Crítica Kids. Em Portugal, estreou na TV aberta na SIC em 2003 e na TV paga na Nickelodeon em 2005.

## História
A história se passa depois dos eventos do filme, onde Jimmy Neutron ainda continua inventando coisas novas para facilitar sua vida, se divertir ou salvando o mundo ou as pessoas de Retrovilla quando uma de suas invenções causam problemas. Ao mesmo tempo em que lida com os problemas que qualquer criança passa como família, amizade e escola.

## Personagens Principais
- James Isaac Neutron - Jimmy Neutron é um gênio só que tem problemas para se adaptar com os colegas de sala, por isso ele conta com a ajuda de seus amigos Caio e Sheen. Ele inventa um monte de coisas e quando acham que ele está dormindo na verdade está voando por aí e inventando coisas novas para tornar a vida mais fácil, etc...Sempre que tem uma ideia genial, fala: — Idéias a mil! Seu nome de batizado é James Isaac Neutron, mas só sua mãe o chama assim (geralmente quando está nervosa). Tem como melhores amigos o atrapalhado Caio e o lunático Sheen. Tem como outros amigos (menos íntimos) as meninas Cindy e Libby (Sheen já teve uma queda por Cindy, talvez até ame ela de verdade). Uma característica notável de Jimmy é o tamanho de sua cabeça e o seu grande topete. O garoto ainda possui um laboratório secreto que fica no subsolo do quintal de sua casa. É lá onde Jimmy realiza suas experiências e cria seus inventos. Filho de Hugo Beaumont Neutron e Judy Neutron. Jimmy e Cindy se amam, mas nunca conseguem dizer. Apenas conseguem agir, como no filme "Apostem Suas Vidas", aonde Jimmy beija (voto de confiança) uma extraterrestre chamada April, e Cindy fica morrendo de ciúmes, ou quando no final, Jimmy e Cindy quase se beijam, quando uma nave de April chega invadindo o momento.
- Goddard- Cachorro robô que jimmy construi já que seus pais não deixaram ele ter um de verdade . Pode fazer muitas coisas legais como voar , mostrar opções inteligentes para resolver algum problema e explodir e depois voltar ao normal. Ele tem uma voz muito estranha.

- Cindy Vortex - Tem 11 anos de idade e é a segunda criança mais inteligente da escola, rival e vizinha de Jimmy os dois vivem brigando para ver quem é mais inteligente, mas tem um motivo para isso porque no fundo no fundo eles têm uma paixão um pelo outro. Possui um animal de estimação chamado "Humphrey". seu aniversario é no dia 5 de junho. Sua melhor amiga é Libby Folfax. Cindy é uma garota fashion e também muito popular. Ela não gosta de Betty Quinlan, uma garota popular de quem Jimmy gosta, e April, uma alienígena de um raça guerreira que parece gostar do Jimmy, e que já beijou ele (na raça dela, isso significa Voto de Confiança), também não gosta de Caio Wheezer e Sheen Estévez, os motivos não se sabe. Já beijou Jimmy.

- Carlton "Caio" Ulysses Wheezer (Caio Wheezer) - Ele é alérgico a quase tudo. Adora lhamas e tem uma certa paixão pela mãe do Jimmy. Caio é um amigo fiel, mas Jimmy quase nunca pode contar com ele por sua desatenção, ignorância pelas explicações de Jimmy e sua maturidade de um bebê. As causas dessa obsessão doentia por lhamas e pela mãe do Jimmy até hoje são desconhecidas (Apesar dele falar que gosta da mãe de Jimmy por causa dos biscoitos (Provavelmente uma mentira para não tirarem sarro dele)). Ele tem 10 anos e nasceu no dia 17 de Janeiro. Com 4 anos, Caio e sua família se mudaram para Retroville morando ao lado da casa da família Neutron. Desde então, Caio é o melhor amigo de Jimmy Neutron. Igualmente a seus pais, Caio sofre de diversas alergias e é hipocondríaco.

- Sheen Estévez - Sheen Estévez é o mais excêntrico de todos, tem duas coisas que Sheen ama na vida primeiramente o seu boneco Ultra Lord e a outra é a garota Libby. Raramente ele presta atenção nas explicações de Jimmy, tratando o amigo com descaso. Uma ocasião em que Sheen se interessou pelas explicações foi quando ele perguntou por que eles iam para o espaço sem capacete e mesmo assim conseguiam respirar e por que os astronautas normais demoravam horas para ir a Lua de foguete e eles chegavam rapidinho, mas graça a uma das idiotices do Caio, que ficou cantando durante a explicação (para o desgosto de alguns fãs) e impediu que se ouvisse a explicação. Ele é tão paranóico com Ultra Lord que quase não dá atenção aos amigos e ao seu próprio pai. Ele é mexicano, mora com o pai e a avó (sua mãe morreu quando ele era bebê) e tem onze anos, um ano a mais do que seus melhores amigos, Jimmy e Caio. Os três estão na mesma classe pois Sheen repetiu de ano certa vez. Seu aniversário é em 19 de Novembro. Sheen na série Planeta Sheen, alguns tempos depois da série The Adventures of Jimmy Neutron: Boy Genius, Sheen entra dentro de um foguete de Jimmy e vai para outro planeta, conhece novos amigos (Alienígenas) e começa a morar lá.

- Libby Folfax - Liberty Danielle "Libby" Folfax (nascida no dia 21 de setembro)  tem 10 anos e é a melhor amiga de Cindy Vortex na série de televisão, As Aventuras de Jimmy Neutron: O Menino Gênio. Ela ama música, é bonita e popular e parece não gostar de jimmy , Caio e Sheen. Ela é descendente da rainha egípcia Howsaboutislapya (pronouncia-se "rasabataslapia), vista no episódio "Beach Party Mummy", onde ela recebeu um novo visual. Ela tem 10 anos de idade e tem um irmãozinho que aparece no episódio especial do Dia dos Pais, "Make Room for Daddy-O".

## Personagens Secundários
- Hugo Neutron  (Hugh Neutron) - É o pai de Jimmy. Ele é um pouco bobinho mas tem um grande coração e está sempre disposto a ajudar o filho (mesmo que este não queira sua ajuda). Hugo também tem uma paixão por patos e ama profundamente sua mulher Judy Neutron, a mãe de Jimmy. Ele também ama tortas.

- Judy Neutron  - É a mãe de Jimmy. Judy faz todo o trabalho de casa como limpar, consertar o carro e limpar a bagunça de Jimmy. Assim como o pai, ela acha a inteligência do filho perigosa, pois Hugo usa os inventos de Jimmy para fazer brincadeiras de mau gosto, causando um embaraço enorme para Judy e Jimmy.

- Dona Flora - Professora de Jimmy, é um pouco idosa e bastante independente, tem uma voz engraçada (parecida com a de um pássaro) e é muito simpática e energética. Foi professora do Dr. Catástrofe, deixando uma incógnita de quantos anos deva ter.

- Nick Dean - Um garoto popular, todas as garotas gostam dele.

- Sam - Dono da loja de doces, onde todos se encontram.Ele odeia os problemas que Jimmy causa, especialmente quando Jimmy e seus amigos viraram mutantes.

- Betty Quinlan - Garota popular, a qual Cindy odeia por gostar também de Jimmy. Ela encanta garotos como o Caio, o Sheen, o Nick e principalmente o Jimmy.

- Brobô- Um robô criado para ser o irmão mais novo do Jimmy, mas infelizmente ele é melhor que o garoto em tudo. Acabou indo morar na lua com dois pais robôs.

## Vilões
- Professor Finbàr Catástrofe - Um cientista louco, inimigo de Jimmy e que nunca consegue terminar nada. Já foi um aluno da escola de Jimmy. Já foi derrotado várias vezes por Jimmy, tendo tentado até achar um parceiro para ajudá-lo a acabar com o garoto. No episódio "Quando Manés Colidem", ele se une a Jorgen Von Stranglun (por causa de um misturador genético) e tenta destruir Jimmy e Timmy, mas é derrotado pelos dois.

- Bela graciosa - É a filha do Doutor Catástrofe que tem um sonho bem excêntrico: ser uma daquelas pessoas que colocam as ponteiras nos tênis. E ela é muito linda.

- Eustácio Strich - O menino mais rico da Retrovila, onde eles vivem. É extremamente arrogante e mimado, odeia Jimmy por ser melhor que ele em tudo. Vive enganando a Cindy para que fique ao seu lado dele, mas enrola e a trai no final também teve uma aparição no episódio "Os Manés Exterminadores" tentando destruir Jimmy e Timmy

- Bebê Edie - Um bebê falante inteligentíssimo que se tornou inimigo de Jimmy. Na verdade, ele é o primo de Jimmy por parte de pai (o incrível é que ele é o único parente do lado do pai da família que não tem um cérebro pequeno, todos os outros são burros, loucos ou idiotas.)

- Rei Goobot V - Arqui-inimigo de Jimmy, ele é o rei, líder e chefe supremo do planeta Yolkian. Depois de sua derrota no filme, Goobot reaparece na 1 temporada no episódio 'Os Yonkians atacam novamente', onde ele e junto de seus comparsas enganando as pessoas afirmando que mudaram de lado e ficaram bonzinhos. Todo mundo acredita, exceto Jimmy que consegue desmascara-los e fogem da Terra. Ele reaparece mais uma vez na terceira temporada no episódio 'A Liga Dos Vilões (Parte 1 e 2)'.

- Ooblar - É o irmão caçula e mordomo de Goobot, diferente de seu irmão Ooblar é muito ingênuo e age como uma criança sempre perguntando as coisas para seu irritado irmão. Ele não aparece no episódio 'A Liga Dos Vilões (Parte 1 e 2)'.

- Jimmy Mau- Um dos clones que Jimmy fez para ajudar nas suas tarefas enquanto viajava pelo espaço, a unica diferença era que cada clone tinha uma personalidade diferente tons de voz e tamanhos de cabelo como: o palhaço (com peruca colorida), o romântico (com sotaque francês), o triste (com o topete caído), o alegre (cabelo curto), o mau (com o topete para trás) e o descolado. Depois de causarem problemas para as pessoas, Jimmy original congela todos os clones exceto o Jimmy Mau que conseguiu fugir.

- Meldar Prime- Um alien apresentador que aparece no filme "Apostem Suas Vidas", ele apresenta um programa de reality onde obriga va´rias raças de aliens inocentes a participarem, a condição do jogo é participarem de vários desafios onde o vencedor tem o seu planeta poupado da destruição enquanto o perdedor tem o seu planeta destruído.

## Produção

### Desenvolvimento
John A. Davis criou Jimmy (então chamado Johnny Quasar) em algum momento durante a década de 1980 e escreveu um roteiro intitulado Runaway Rocketboy (mais tarde o nome do piloto), que foi abandonado. Mais tarde, ele tropeçou na ideia enquanto se mudava para uma nova casa no início dos anos 90. Ele re-trabalhou como um curta-metragem intitulado Johnny Quasar e apresentou-o no SIGGRAPH, onde conheceu Steve Oedekerk e trabalhou em uma série de televisão do curta, bem como do filme. Jimmy ainda era chamado de Johnny Quasar antes de ser decidido nomeá-lo Jimmy Neutron porque "Johnny Quasar" soava muito parecido com Jonny Quest.

### Escrita
Victor Wilson foi contratado como o editor de histórias. Os principais escritores após a série receber sinal verde foram Steven Banks e Jed Spingarn.

### Animação
A DNA Productions reformulou seu pipeline quando se mudou do filme para a série de TV, devido ao agendamento dos episódios. Parte da equipe de programação da DNA Productions programou um código especial que permitiu aos animadores animar cenas no Maya, que podem então ser renderizadas no Lightwave. Isso ajudou a equipe a acompanhar o prazo e evitar ultrapassar o orçamento.

## Tema
A música tema foi originalmente escrita por Brian Causey para o episódio piloto. A banda pop-punk Bowling for Soup mais tarde renovou e estendeu o tema de Causey para o tema da versão cinematográfica. Por fim, o tema original foi mantido para a intro da série de TV e outros.

## Premiações
The Adventures of Jimmy Neutron: Boy Genius foi o destinatário de várias nomeações e prêmios. A série recebeu indicações para vários prêmios Annie em 2004, 2005 e 2006 (Melhor Direção em Produção de Televisão Animada, Carolyn Lawrence para Melhor Atuação em Voz em Produção de Televisão Animada, Keith Alcorn para Melhor Direção em Produção de Televisão Animada, e Christopher Painter de Melhor Escrita em uma Produção de Televisão Animada). Em 2004, os prêmios foram entregues a Jeffrey Garcia (voz do Sheen) por Atuação em Voz Extraordinária em Produção de Televisão Animada, e ao show de Melhor Realização em Produção de Televisão Animada Produzida para Crianças. O prêmio BMI Cable Award foi entregue a Charlie Brissette e Brian Causey por seu trabalho no programa em 2003 e 2004. O programa foi indicado como "Desenho Animado Favorito" pelo Kids Choice Awards, em 2006 e 2007. Outros prêmios da série incluem um Prêmio Golden Reel de "Melhor Edição de Som em Animação de Televisão" em 2004 e 2005 pela Motion Picture Sound Editors.

## Spin-off
Após o cancelamento da série, um spin-off, Planeta Sheen foi lançado. A série focou em Sheen Estevez, que acidentalmente pousou no planeta Zeenu no episódio piloto do Planeta Sheen. 26 episódios foram produzidos pela O Entertainment, mas outros episódios não foram lançados devido à falência da DNA Productions. A série estreou em 2 de outubro de 2010. Em 2013, o spin-off foi cancelado devido à baixa audiência e falta de lucro, com o episódio final sendo exibido em 15 de fevereiro de 2013.

## Curtas
- A Clonagem do Caio
- A Hora dos Biscoitos
- O Fundo do Mar
- Creme de Milho
- Cachorro Novo Truques Antigos
- Dor, Dor Vai embora
- Ultralord Contra os Esquilos

## Filmes
- Jimmy Neutron: O Menino Gênio
- Apostem Tuas Vidas
- The Jimmy Timmy Power Hour
- The Jimmy Timmy Power Hour 2: When Nerds Collide
- The Jimmy Timmy Power Hour 3: The Jerkinators!
- Fusão a Jato
- O Ataque dos Twonkies

## Episódios
Lista de episódios do desenho animado Jimmy Neutron.

### Primeira temporada
- Fuga do Garoto Foguete (Piloto)
- O Ataque das Calças
- Vovó nenê/Tempo é dinheiro
- Um garoto normal/Nasce um vendedor
- Brobô/A grande captura
- Jimmy no Gelo/A briga da banda
- Jimmy é um gênio/O Crosta do Lodo
- Olha o Jimmy correndo/Trocando de Cara
- O Fantasma da Retrolândia/Meu filho o hamster
- O monstro dos corredores/Um feliz hipno aniversário para você
- O super-doce/A Criatura
- Hightec - o guarda costas/Investigando a Cena do Crime
- Viagem ao centro do Caio/Professor Catástrofe
- Festa do jimmy/Festa Funk
- Os Yonkians atacam novamente (parte 1 e 2)
- Hugh super atleta/Ahhh!A vida ao ar livre
- Dormindo fora de casa/Ultra-Sheen
- Abram alas pro papai

### Segunda temporada
- A Tumba Perdida
- Uma Bela Mina
- Na Era Errada
- Retroville 9/Jovens Rabugentos
- Fusão a Jato - Operação Resgate (parte 1 e 2)
- Pesadelo na Retroville
- A caça ao Monstro/Jimmy para Presidente
- A poção do Amor número 976/J
- Papai Noel existe
- O Retorno dos nano-rôbos
- Sheen é um gênio

### Terceira temporada
- A Maternotron é quem manda/Jimmy e seus clones
- O Ovo de Jade/A Richa
- Macbeth no espaço
- O seu sucata vem aí
- O Rodeio/A Feira de Ciências
- Jimmy e Timmy "O Confronto" (Jimmy Neutron e Os Padrinhos Mágicos)
- Homens Trabalhando
- Os Poderosos-wheazer/O menino de um bilhão de dólares
- O Ataque dos Twonkies (parte 1 e 2)
- Luz, câmera, perigo
- Jimmy e Cindy , o casamento
- A Ilha Deserta
- Jimmy vai para Faculdade
- Quem é a mãe/O gênio do mal
- A incrível cidade que encolheu
- O Escolhido
- O problema com os clones
- Os Homens N
- O mal ronda o mar/Caio Wheazer: O Menino gênio
- Uma cilada para Jimmy Neutron/Flippy
- O Rei de Marte
- O show super feliz/o grande spanding
- El Magnífico/O Melhor Animal
- Os meninos do amanhã
- O casamento
- Como detonar um substituto/Libby e as fofocas
- A Liga Dos Vilões (Parte 1 e 2)
- Jimmy Timmy O Confronto 2: Quando  Manés Colidem (segundo encontro de Jimmy Neutron e Os Padrinhos Mágicos)
- Jimmy Timmy O Confronto 3: Os Manés Exterminadores  (Último Episódio de As Aventuras de Jimmy Neutron: O Menino Gênio e Os Padrinhos Mágicos e o último encontro)